# セロ (行政区画)
セロ（セロー）（ロシア語: Село́, ルーマニア語：Selo）はロシア、ウクライナ、カザフスタン、モルドバ、ブルガリアでの住民拠点（集落および街区）の1種である。また、行政区画名の1種でもある。ロシア語のセロは村と訳される。
セロに関連・類似する集落の名称としては、他にデレヴニャ、ポショーロク、スタニツァ（ユルト）(ru)、フトル(ru)、キシラク(ru)、アウル(ru)(いずれもロシア語からの転写)などがある。

## 語源
セロはスラヴ祖語で耕地を意味する語に由来し、古東スラヴ語では、セロは住居、村里などの意味で用いられた。なお、インド・ヨーロッパ祖語でsel-は住宅を意味した。

## ロシアのセロ
ロシアでは十月革命まで、セロとデレヴニャとは明確に区別されていた。すなわち、教会堂を有する集落がセロと呼ばれ、周囲のデレヴニャをも含む小教区の中心地であった。なお、ポゴストも小教区の中心地であったが、ポゴストにはプリチト(ru)や聖職者の屋敷があるのみだった。ソビエト連邦期や現在のロシアでは、行政区画としてのセロとデレヴニャに正式な基準は設定されていない。
伝統的に、セロである集落名の多くには、語末に -оあるいは -оеが用いられた。また、クラスノエ・セロ(ru)（行政区画としては市）など、地名の一部に組み込まれている場合もある。